# Psorophora paulli
Psorophora paulli är en tvåvingeart som beskrevs av Paterson och Shannon 1927. Psorophora paulli ingår i släktet Psorophora och familjen stickmyggor. Inga underarter finns listade i Catalogue of Life.